# Sci di fondo ai X Giochi olimpici invernali - 5 km femminile
La competizione dei 5 km di sci di fondo ai X Giochi olimpici invernali si è svolta il 13 febbraio; il percorso si snodava ad Autrans e presero parte alla competizione 34 Atlete

## Classifica
| Pos.    | Atleta                | Nazione          | Tempo Finale |
| ------- | --------------------- | ---------------- | ------------ |
| Oro     | Toini Gustafsson      | Svezia           | 16'45"2      |
| Argento | Galina Kulakova       | Unione Sovietica | 16'48"4      |
| Bronzo  | Alevtina Kolčina      | Unione Sovietica | 16'51"6      |
| 4       | Barbro Martinsson     | Svezia           | 16'52"9      |
| 5       | Marjatta Kajosmaa     | Finlandia        | 16'54"6      |
| 6       | Rita Ačkina           | Unione Sovietica | 16'55"1      |
| 7       | Inger Aufles          | Norvegia         | 16'58"1      |
| 8       | Senja Pusula          | Finlandia        | 17'00"3      |
| 9       | Stefania Biegun       | Polonia          | 17'03"4      |
| 10      | Berit Mørdre Lammedal | Norvegia         | 17'11"9      |
| 11      | Marjatta Muttilainen  | Finlandia        | 17'12"4      |
| 12      | Christine Nestler     | Germania Est     | 17'23"5      |
| 13      | Gudrun Schmidt        | Germania Est     | 17'24"3      |
| 14      | Renate Fischer        | Germania Est     | 17'25"5      |
| 15      | Britt Strandberg      | Svezia           | 17'25"8      |
| 16      | Anni Unger            | Germania Est     | 17'30"7      |
| 17      | Monika Mrklas         | Germania Ovest   | 17'32"5      |
| 18      | Barbro Tano           | Svezia           | 17'35"8      |
| 19      | Weronika Budny        | Polonia          | 17'38"2      |
| 20      | Alevtina Olyunina     | Unione Sovietica | 17'43"2      |
| 21      | Babben Enger-Damon    | Norvegia         | 17'43"3      |
| 22      | Helena Kivioja-Takalo | Finlandia        | 17'46"2      |
| 23      | Józefa Czerniawska    | Polonia          | 17'56"5      |
| 24      | Nadezhda Vasileva     | Bulgaria         | 17'58"7      |
| 25      | Michaela Endler       | Germania Ovest   | 17'59"2      |
| 26      | Anna Gębala           | Polonia          | 18'02"7      |
| 27      | Éva Balázs            | Ungheria         | 18'05"8      |
| 28      | Tone Dahle            | Norvegia         | 18'09"1      |
| 29      | Barbara Barthel       | Germania Ovest   | 18'20"0      |
| 30      | Velichka Pandeva      | Bulgaria         | 18'23"7      |
| 31      | Tsvetana Sotirova     | Bulgaria         | 18'27"3      |
| 32      | Fujiko Kato           | Giappone         | 18'28"2      |
| 33      | Roza Dimova           | Bulgaria         | 19'05"6      |
| 34      | Kirsten Carlsen       | Danimarca        | 19'56"6      |